# Simon Buttner
Pour les articles homonymes, voir Buttner.
Simon Buttner, né le 14 juin 1992 à Vesancy (Ain) est un coureur cycliste français.

## Biographie
Simon Buttner participe à ses premières courses cyclistes à l'âge de 15 ans. Dans un premier temps, il court uniquement en VTT. 
En 2011, il s'impose sur le championnat de l'Ain en troisième catégorie. Il rejoint ensuite l'équipe de Bourg-en-Bresse Ain Cyclisme en 2012, où il court d'abord en deuxième catégorie. 
Fin 2013, il roule avec l'équipe continentale China Wuxi Jilun en compagnie de son coéquipier Sébastien Jullien. Il découvre ensuite le monde professionnel en signant avec l'équipe continentale  RTS-Santic Racing pour la saison 2014, après n'avoir couru qu'une seule saison en première catégorie. Au mois de février, il réalise ses débuts en compétition lors du Dubai Tour, face à plusieurs coureurs du World Tour. Il souffre cependant d'un faible calendrier de courses.
Il fait son retour en France en 2015 au club de Bourg-en-Bresse Ain. Il réalise une belle saison en remportant les Boucles du Pays de Tronçais, la deuxième étape et le classement général des Boucles nationales du printemps (Coupe de France DN2), une étape du Tour de Martinique ainsi que le Tour du Pays de Gex-Valserine. Il se classe également troisième de Bourg-Arbent-Bourg et quatrième du Tour du Périgord. 
En mars 2016, il chute à l'entraînement et se fracture le radius. Il doit ainsi observer une période de repos, après un bon mois de février (2e et 8e d'étape sur le Tour de l'Ardèche méridionale et 13e au Circuit des communes de la vallée du Bédat). Toutefois, il parvient à signer deux succès sur route, en août au Critérium de Montreux en Suisse, puis au mois de septembre lors du Grand Prix du Creusot.
En 2017, Simon Buttner est troisième d'une épreuve du Tour de l'Ardèche méridionale, septième de la Transversale des As de l'Ain puis dixième d'Annemasse-Bellegarde et retour. En avril, il renoue avec le succès lors du Grand Prix de Vougy, où il règle au sprint un petit groupe de cinq échappés. Toujours au printemps, il remporte le Prix de Foissiat et termine septième du championnat d'Auvergne-Rhône-Alpes, huitième des Boucles nationales du printemps et dixième du Tour de Berne. Au 28 juin, il comptabilise déjà 19 tops 20, dont cinq podiums. Au mois de juillet, il gagne deux courses en l'espace de cinq jours : le Grand Prix de Louhans et la Nocturne d'Albertville. Il se rend ensuite en outre-mer pour disputer le Tour cycliste de la Guadeloupe, dont il remporte le classement des points chauds. De retour en métropole, il s'impose sur le Grand Prix du Faucigny.
En 2018, son club, Bourg-en-Bresse Ain, accède à la division nationale 1. Il obtient ses premiers tops 10 dès le mois de février : huitième du Tour du Centre-Var puis troisième du Grand Prix de Carcès. En mai, il se distingue sur le Rhône-Alpes Isère Tour, épreuve de classe 2, en se classant 8e et 6e des deux dernières étapes puis treizième au classement général. Quatre jours plus tard, il prend la treizième place du Grand Prix du Pays de Montbéliard, troisième manche de la Coupe de France DN1, malgré être tombé malade peu avant le départ de l'épreuve. À 25 ans, le natif de Vesancy s'offre le premier titre régional de sa carrière en devenant champion d'Auvergne-Rhône-Alpes, sur le circuit de Saint-Genès-Champanelle,. Sur La SportBreizh, il réalise une belle fin d'épreuve en s'imposant sur les troisième puis quatrième étapes. Engagé au championnat de France amateurs avec des ambitions, il n'est cependant pas dans un bon jour, à sa grande déception, et abandonne. Revanchard, il s'offre peu de temps après un quatrième succès sur la dernière étape du Tour de Côte-d'Or. Toujours en été, il gagne le classement des sprints intermédiaires au Tour de Tarentaise puis remporte le Prix de Saint-Amour, une épreuve "toutes catégories". Durant la saison hivernale, il s'impose sur le cyclo-cross régional de Cessy. 
Cycliste amateur, il travaille à mi-temps pour le magasin de cycles Matériel-velo.

## Palmarès

### Palmarès sur route
| - 2015 - Boucle du Pays de Tronçais - Boucles Nationales du Printemps : - Classement général - 2e étape - 4e étape du Tour de Martinique - Tour du Pays de Gex-Valserine - 2e du Grand Prix Delorme-Eurocapi - 3e de Bourg-Arbent-Bourg - 2016 - Critérium de Montreux - Grand Prix du Creusot - 2017 - Challenge Crédit Mutuel - Grand Prix de Vougy - Prix de Foissiat - Grand Prix de Louhans - Nocturne d'Albertville - Grand Prix du Faucigny | - 2018 - Champion d'Auvergne-Rhône-Alpes sur route - 3e et 4e étapes de La SportBreizh - 4e étape du Tour de Côte-d'Or - Prix de Saint-Amour - 2019 - 3e étape du Tour du Chablais - 4e étape de la Boucle de l'Artois - Prix de Manziat - 3e du Circuit des Communes de la Vallée du Bédat - 3e d'Annemasse-Bellegarde et retour |  |

### Classements mondiaux
| Année           | 2017   |
| --------------- | ------ |
| UCI Europe Tour | 1 667e |

### Palmarès en cyclo-cross
- 2016-2017
  - Cyclo-cross de Cormoz[28]
- 2018-2019
  - Cyclo-cross de Cessy